# Barrouxia alpina
Barrouxia alpina – gatunek pasożytniczych pierwotniaków należący do rodziny Eimeriidae z podtypu Apicomplexa, które kiedyś były klasyfikowane jako protista. Występuje jako pasożyt tylko u bezkręgowców. B. alpina cechuje się oocystami z wieloma sporocystami. Z kolei każda sporocysta zawiera 1 sporozoit.
Obecność tego pasożyta stwierdzono u Lithobius castaneus, drewniaka widełkowca (Lithobius forficatus), Lithobius pilicornis należących do gromady pareczników (Chilopoda).